# Sčítání lidu v Rakousko-Uhersku
Po přeměně Rakouského císařství na Rakousko-Uherskou monarchii v roce 1867 došlo na tomto území k několikero sčítání lidu mezi lety 1869 až 1910.

## Účel
Cenzy, které se konaly na území Rakousko-Uherska ve 2. polovině 19. a na počátku 20. století, měly několik hlavních účelů. Jednak se měl zjistit aktuální počet přítomného obyvatelstva, posléze i směry migrace. Sčítání měla také podchytit rychlé a výrazné strukturální změny, kterými tehdejší společnost procházela. A konečně určit i národnostní skladbu jednotlivých regionů a míst. Zjišťování etnické skladby obyvatelstva se v návaznosti na politické souvislosti stalo velmi sledovanou a často kontroverzní částí sčítání.

## Sčítání

### 1869
První moderní sčítání lidu, které vycházelo ze zásad stanovených mezinárodními kongresy, se uskutečnilo v roce 1869 a jím začíná nové období populačních cenzů na našem území. Říšský zákon o sčítání vydaný 29. března 1869 stanovil stálou desetiletou periodicitu sčítání s tím, že s výjimkou prvního se všechna další budou konat vždy o půlnoci z 31. prosince na 1. ledna roku končícího nulou. Toto ustanovení bylo dodrženo až do zániku Rakousko-Uherska. Z tehdy stanovených hlavních zásad vycházejí do určité míry populační cenzy i dnes.
Z biologických znaků se u obyvatelstva zjišťovaly věk a pohlaví. Zaznamenávaly se případné fyzické vady (např. v roce 1869 slepota a hluchota), později i mentální vady. Mezi společenskými znaky stály v centru pozornosti státní příslušnost, rodinný stav, náboženské vyznání a obcovací řeč.

### 1880
Od roku 1880 přibyl také dotaz na gramotnost sčítané osoby; zjišťovala se schopnost čtení a psaní. Otázkou na obcovací řeč se nepřímo mapovala etnická skladba obyvatelstva. Z dat sčítání bylo možno zjistit rovněž ekonomické znaky (obyvatelstvo se například dělilo podle poměru k povolání, podle odvětví činnosti, podle subjektivního povolání, podle postavení v hlavním, resp. vedlejším povolání).
Prováděním sčítání bylo pověřeno ministerstvo vnitra a řídily je okresní úřady. Na území jednotlivých obcí nesly za provedení sčítání odpovědnost obecní úřady. Ty také jmenovaly příslušné sčítací komisaře, kterými byli často učitelé nebo spolupracovníci obecních úřadů. Podle převládající etnické skladby obyvatelstva se sčítací archy připravovaly v jazykových mutacích.
Údaje ze sčítání z let 1869 a 1880 se třídily a sumarizovaly ručně.

### od 1890 do 1910
Zpracování cenzu z roku 1890 znamenalo zásadní zlom, neboť se užívaly elektrické třídicí stroje systému Hollerith. Nejen, že urychlily zpracování sčítání, ale umožnily i podstatné rozšíření třídění. Výsledky rakouských sčítání byly vydány tiskem v rámci pramenných děl rakouské statistiky v řadě sčítání lidu. Nedostatkem finančních prostředků se však vydávání leckdy zdržovala. Některá třídění se omezovala nebo dokonce vypouštěla úplně. Přesto byly tiskem vydány ty nejdůležitější části, včetně analytických zhodnocení.
Rakouská sčítání z let 1890, 1900 a 1910 se svým obsahem, kvalitou zpracování a rozsahem publikovaných dat zařadila mezi velmi dobře organizovaná a provedená sčítání své doby. Jejich kvalitu dokládá i skutečnost, že po rozpadu Rakousko-Uherska převzaly některé užité metody nástupnické státy. Dodnes jsou výsledky těchto sčítání významným pramenem informací o obyvatelstvu středoevropského regionu na přelomu 19. a 20. století.